# Hypochniciellum
Hypochniciellum is een monotypisch geslacht van schimmels behorend tot de familie Atheliaceae. Het geslacht bevat een soort, namelijk Hypochniciellum ovoideum. Aanvankelijk was het geslacht groter, maar deze soorten zijn verplaatst naar andere geslachten.